# Kakegurui
Kakegurui (賭ケグルイ Kakegurui?) es un manga dramático y de misterio escrito por Homura Kawamoto e ilustrado por Tōru Naomura. Inició su serialización en 2014 en la revista Gangan Joker de la editorial Square Enix. El 1 de julio de 2017 salió al aire la adaptación a serie de anime, producida por el estudio MAPPA y dirigida por Yūichirō Hayashi. Una segunda temporada titulada Kakegurui ×× la cual cuenta con 12 capítulos y salió al aire el 9 de enero de 2019.  Durante el evento Netflix Festival Japan 2021 se confirmó la producción de una adaptación al anime del manga spin-off escrito por Homura Kawamoto e ilustrado por Katsura Saiki, Kakegurui Twin.
Una adaptación dramática de acción real se emitió en Japón de enero a marzo de 2018, mientras que una segunda temporada se emitió en abril de 2019. Una adaptación a videojuego se lanzó en noviembre de 2018, pero se volvió inaccesible después de que sus servidores se cerraran en marzo de 2020. Una adaptación cinematográfica con los mismos actores del drama se estrenó en mayo de 2019 y su secuela de la película se estrenó en junio de 2021.

## Sinopsis
En la academia privada Hyakkaō, los estudiantes millonarios gozan de ciertos beneficios por tener habilidades e inteligencia más desarrollada, mientras que el resto sufre de los problemas de los de bajo estatus y su poca estrategia en los juegos de apuestas. Una nueva estudiante de segundo año muestra una obsesiva conducta y gran destreza en este tipo de juegos.
La vida en la academia cambia cuando la presidenta, Kirari Momobami, disuelve el consejo estudiantil y llama a elecciones generales. Bajo las reglas de «una persona, un voto», llegan nuevos interesados a la batalla, miembros de familias relacionadas al clan de Kirari y de Yumeko. Ryota Suzui, Mary Saotome, Itsuki Sumeragi y Yumeko también se unen a la batalla por el consejo estudiantil.

## Personajes

### Principales
Yumeko Jabami (蛇喰 夢子 Jabami Yumeko?)
Voz por: Saori Hayami
Es una hermosa y misteriosa estudiante transferida a la Academia Privada Hyakkaou que inicialmente parece modesta, pero muestra una pasión maníaca por los juegos de apuestas de alto riesgo, como se muestra cuando sus ojos brillan en rojo, lo que suele hacer. Ella tiene el pelo largo y lacio negro con flequillo peinado en un corte de hime y ojos rojos. Aunque no le gustan los juegos en los que el resultado está predeterminado, puede deducir rápidamente cómo esos juegos están siendo manipulados a favor de sus oponentes y, al hacerlo, diseña estrategias que la mayoría de las veces les da la vuelta a las tornas. Sus crecientes apuestas y actividades pronto atraen la atención del consejo estudiantil. Parece que su cumpleaños es el 1 de julio, incluso sin muchos registros de sus antecedentes familiares. Vive sola ya que su única pariente, su hermana mayor, ha estado hospitalizada desde hace mucho tiempo. Cuando se reduce a la condición de mascota, aunque podría pagar fácilmente sus deudas debido a la riqueza de su familia o de sus ganancias, elige no hacerlo, para participar en más juegos y así también puede desafiar libremente a la presidenta del consejo estudiantil.
Mary Saotome (早乙女 芽亜里 Saotome Mary?)
Voz por: Minami Tanaka
Una chica bastante orgullosa y la más conocida de la clase hasta la llegada de Yumeko, tiene a su merced a casi todos los estudiantes que tienen deudas con ella hasta que cae derrotada al apostar contra Yumeko y por consiguiente se convierte en una mascota conocida como "Minina", sin embargo más adelante y con la ayuda de Yumeko, esta consigue saldar todas sus deudas para dejar de ser una "Minina" y se vuelve la amiga de Yumeko y su aliada en los juegos.
Ryōta Suzui (鈴井 涼太 Suzui Ryōta?)
Voz por: Tatsuya Tokutake
Es una persona tímida y compañero de clase de Yumeko y Mary, siendo una especie de sirviente de esta última; tiene poca suerte en los juegos, poca habilidad y muchas deudas, termina siendo amigo y aliado de Yumeko y Mary.
Kirari Momobami (桃喰 綺羅莉 Momobami Kirari?)
Voz por: Miyuki Sawashiro
Actual presidenta del consejo estudiantil que obtuvo su puesto tras vencer al anterior presidente en un juego de apuestas, creadora del sistema de mascotas. Es una chica con apariencia fuerte, siente admiración por las personas interesantes, al parecer tiene bastantes influencias tanto dentro como fuera de la escuela; lleva dos trenzas recogidas, su cabello es color plata y tiene los ojos color turquesa. Fue gran influencia para Ikishima, pues en un principio le animó a participar en los juegos de apuestas.

### Secundarios
Itsuki Sumeragi (皇 伊月 Sumeragi Itsuki?)
Voz por: Yūki Wakai
Es una alumna de primer año, miembro del consejo estudiantil; su padre es un empresario juguetero de Japón. Era una invencible apostadora adicta a la colección de uñas hasta su encuentro con Yumeko, después de perder en un encuentro de Doble Concentración, su puesto en el Consejo Estudiantil es revocado, en adelante busca ser aliada de Yumeko para obtener un lugar en el consejo estudiantil.
Yuriko Nishinotōin (西洞院 百合子 Nishinotōin Yuriko?)
Voz por: Karin Nanami
Es una estudiante miembro del consejo estudiantil, está en tercer año y es además presidenta del Club de Investigación Cultural.
Ririka Momobami (桃喰 リリカ Momobami Ririka?)
Es una chica misteriosa, algo tímida y de cabello largo plateado, que siempre lleva una máscara para ocultar su identidad; es la hermana gemela de la presidenta Kirari Momobami.
Midari Ikishima (生志摩 妄 Ikishima Midari?)
Voz por: Mariya Ise
Es una estudiante de tercer año, miembro del consejo estudiantil y jefa del Comité de Belleza. Le fascina correr riesgos y apuestas; lleva un parche en el ojo, una mochila con adornos y vendas en ambas muñecas. Se integró al consejo estudiantil cuando la presidenta Momobami le hizo una promesa peculiar. Luego de su apuesta con Yumeko, se obsesionó con ella al punto de verla como una diosa.
Runa Yomozuki (黄泉月 るな Yomozuki Runa?)
Voz por: Mayu Udono
Es una estudiante y miembro del consejo estudiantil. Es una chica amante de los videojuegos y siempre se le ve usando una pijama infantil. No se conoce su nivel de habilidad como apostadora, pero es una mediadora muy capaz.
Kaede Manyūda (豆生田 楓 Manyūda Kaede?)
Voz por: Tomokazu Sugita
Único miembro varón del consejo estudiantil y tesorero del mismo; es una persona muy ambiciosa, quiere ser el futuro presidente del consejo. Lleva gafas y cabello corto. Vio a Yumeko como su mejor opción para derrotar a la presidenta del consejo estudiantil, y poder tener el control del mismo.
Yumemi Yumemite (夢見弖 ユメミ Yumemite Yumemi?)
Voz por: Yū Serizawa
Es una alumna que se dedica a ser una idol de la escuela, desea convertirse en una celebridad; en el fondo odia a sus fanes y reta a Yumeko a una apuesta con varias temáticas.
Sayaka Igarashi (五十嵐 清華 Igarashi Sayaka?)
Voz por: Ayaka Fukuhara
Es la secretaria del consejo estudiantil, principal aliada de la presidenta Momobami, es muy cercana a ella, haría lo que fuera a su alcance por mantenerla en su posición y a su lado. Calculadora e inteligente por encima de la media, no se ve a sí misma como una apostadora. Aunque no participa en ninguna apuesta al principio, se decide a competir contra Yumeko para proteger a la presidenta Momobami.
Terano Totobami (等々喰 定楽乃 Totobami Terano?)
Voz por: Megumi Han
Es la representante de la familia Totobami, usa silla de ruedas.
Yumi Totobami (等々喰 ユミ Totobami Yumi?)
Voz por: Haruno Inoue
Una chica con mucha energía, su piel es morena. Es la asistente de Terano Totobami.
Erimi Mushibami (蟲喰 恵利美 Mushibami Erimi?)
Voz por: Ayana Taketatsu
Es una chica vestida de gothic lolita que lleva un peluche con ella. Es entusiasta de los instrumentos y juegos de tortura, en especial una guillotina para dedos, que usa en varias apuestas. Su familia tiene un negocio orientado a las torturas.
Miyo Inbami (陰喰 三欲 Inbami Miyo?)
Voz por: Yumi Uchiyama
Es una chica con una apariencia elegante y discreta con conocimientos farmacéuticos. Durante las elecciones para presidente del consejo estudiantil, hace uso de varios venenos para reducir las capacidades de sus enemigos durante las apuestas.
Miri Yōbami (陽喰 三理 Yōbami Miri?)
Voz por: Rumi Ōkubo
Es una niña que perdió y fue envenenada en las apuestas por las elecciones para presidente del consejo estudiantil. Es representante de la familia Yobami y adoptada por ellos; es hermana de Miyo.
Sumika Warakubami (和楽喰 淑光 Warakubami Sumika?)
Voz por: Ayahi Takagaki
Es una chica que usa una mascarilla y su cabello en la cara para ocultar su verdadera identidad. Supuestamente es una actriz de Hollywood, y asiste a las elecciones para presidente del consejo estudiantil siendo derrotada.
Miroslava Honebami (骨喰 ミラスラーヴァ Honebami Mirasurava?)
Voz por: Mitsuki Saiga
Una chica mitad rusa y japonesa, su familia se encarga de negocios oscuros como asesinatos. Compite apostando en las elecciones para presidente del consejo.
Ibara Obami (尾喰 茨 Obami Ibara?)
Voz por: Yoshimasa Hosoya
Es un sujeto de apariencia y comportamiento ridículos pero con grandes habilidades. Participa en las apuestas para la elección de presidente del consejo; es muy leal a Rin.
Rin Obami (尾喰 凜 Obami Rin?)
Voz por: Akira Ishida
Uno de los representantes de la familia Momobami. Otro de los participantes en las apuestas para la elección del consejo estudiantil, sus verdaderas intenciones maliciosas se esconden tras una sonrisa permanente.
Rei Batsubami (喰 零 Batsubami Rei?)
Voz por: Romi Park
Es una estudiante que forma parte de las apuestas por la elección del consejo estudiantil como parte de los organizadores; apoya a los representantes de la familia Momobami. Es un personaje original del anime, lleva gafas, cabello corto y usa el uniforme masculino.
Tsuzura Hanatemari (花手毬 つづら Hanatemari Tsuzura?)
Voz por: Rina Hon'izumi
Personaje principal del spin-off Kakegurui Twin. A pesar de provenir de una familia rica, Tsuzura no podía apostar bien y rápidamente se convirtió en una mascota. Afortunadamente, gracias a Mary Saotome, a quien conocía desde la escuela primaria, aprendió sobre el juego y comenzó a creer en sí misma. A pesar de ser amable y educada, inicialmente a Mary Saotome nunca le gustó, ya que estaba celosa de su posición económica, pero con el tiempo, las dos se hacen grandes amigas. Tsuzura no aparece en la historia principal, lo que da a entender de que ya no está en la academia.
Sachiko Juraku (聚楽 幸子 Juraku Sachiko?)
Voz por: Yūko Kaida
Principal antagonista del spin-off Kakegurui Twin. Ella es la ex presidenta del Comité de Moral Pública del Consejo Estudiantil de la Academia Privada Hyakkaou, quien quedó intrigada por las habilidades de juego sobresalientes de la estudiante de primer año, Mary Saotome. Sachiko es una persona extremadamente sádica sin empatía por los demás. Es su placer lastimar a las personas tanto física como mentalmente hasta el punto de romper por completo su identidad como humanos, razón por la cual mantiene a Mikura atada en su mayor parte. Sachiko disfruta viendo cómo las personas idealistas y de voluntad fuerte como Mary Saotome llegan a su punto de quiebre. Debido a su naturaleza retorcida, se obsesiona en convertir a Mary en su segunda mascota.

## Contenido de la obra

### Manga
Kawamoto y Naomura lanzaron el mangago en 2014 en la revista Gangan Joker de la editorial Square Enix, durante la Anime Expo 2015, la editorial americana Yen Press anunció la licencia del manga. Un manga spin-off de comedia en formato yonkoma fue escrito por Taku Kawamura en 2016, titulado Kakegurui (Kakkokari), también fue publicado por la revista.

#### Lista de volúmenes
| N.º | Título       | Fecha de lanzamiento     | ISBN original          |
| --- | ------------ | ------------------------ | ---------------------- |
| 1   | «Volumen 1»  | 22 de octubre de 2014    | ISBN 978-4-7575-4449-9 |
| 2   | «Volumen 2»  | 22 de diciembre de 2014  | ISBN 978-4-7575-4510-6 |
| 3   | «Volumen 3»  | 22 de junio de 2015      | ISBN 978-4-7575-4672-1 |
| 4   | «Volumen 4»  | 22 de diciembre de 2015  | ISBN 978-4-7575-4837-4 |
| 5   | «Volumen 5»  | 21 de mayo de 2016       | ISBN 978-4-7575-4983-8 |
| 6   | «Volumen 6»  | 22 de febrero de 2017    | ISBN 978-4-7575-5251-7 |
| 7   | «Volumen 7»  | 22 de junio de 2017      | ISBN 978-4-7575-5382-8 |
| 8   | «Volumen 8»  | 22 de agosto de 2017     | ISBN 978-4-7575-5448-1 |
| 9   | «Volumen 9»  | 27 de enero de 2018      | ISBN 978-4-7575-5594-5 |
| 10  | «Volumen 10» | 22 de agosto de 2018     | ISBN 978-4-7575-5816-8 |
| 11  | «Volumen 11» | 22 de marzo de 2019      | ISBN 978-4-7575-6000-0 |
| 12  | «Volumen 12» | 21 de diciembre de 2019  | ISBN 978-4-7575-6437-4 |
| 13  | «Volumen 13» | 22 de junio de 2020      | ISBN 978-4-7575-6703-0 |
| 14  | «Volumen 14» | 22 de febrero de 2021    | ISBN 978-4-7575-7101-3 |
| 15  | «Volumen 15» | 21 de octubre de 2021    | ISBN 978-4-7575-7533-2 |
| 16  | «Volumen 16» | 22 de septiembre de 2022 | ISBN 978-4-7575-8147-0 |
| 17  | «Volumen 17» | 22 de julio de 2023      | ISBN 978-4-7575-8674-1 |
| 18  | «Volumen 18» | 22 de julio de 2024      | ISBN 978-4-7575-9308-4 |
| 19  | «Volumen 19» | 22 de marzo de 2025      | ISBN 978-4-7575-9760-0 |

### Anime
Una serie de anime para televisión, producida por MAPPA, salió al aire el 1 de julio de 2017 en los canales Tokyo MX, MBS entre otros; el anime fue dirigido por Yūichirō Hayashi y guionizado por Yasuko Kobayashi, el diseño de personajes fue a cargo de Manabu Akita y contó con un total de 12 episodios. El tema de apertura de la serie es Deal with the Devil interpretado por Tia, mientras que D-Selections interpreta el tema de cierre titulado LAYon-theLINE. La plataforma en línea Netflix obtuvo los derechos de licencia del anime, que añadió a su catálogo tras finalizar la emisión original en Japón. Sentai Filmworks adquirió la serie para su lanzamiento en video casero en los Estados Unidos. El 6 de enero de 2018 en el festival Hyakkaou Private Academy Cultural Festival se anunció que el anime tendría una segunda temporada. La segunda temporada se tituló Kakegurui ×× y salió al aire en enero de 2019, con el mismo elenco y equipo de producción de la primera temporada. El tema de apertura de la segunda temporada es Kono Yubi Tomare interpretado por JUNNA, el tema de cierre es AlegriA de D-selections.
Durante el evento Netflix Festival Japan 2021 se confirmó la producción de una adaptación al anime del manga spin-off escrito por Homura Kawamoto e ilustrado por Katsura Saiki, Kakegurui Twin. La serie tiene su estreno programado para el mes de agosto de 2022 a través de la plataforma Netflix a nivel mundial y es producida por los estudios MAPPA.

### Imagen real
Una adaptación a serie de imagen real de 10 episodios fue anunciada en noviembre de 2017 y estrenada en el canal MBS el 14 de enero de 2018 y el 16 de enero por TBS. El tema de apertura es Ichi ka Hachi ka, interpretado por Re:versed y el tema de cierre es Strawberry Feels de BIGMAMA. Minami Hamabe da vida a Jabami Yumeko, Mahiro Takasugi es Suzui y Aoi Morikawa como Mary Saotome.